# Eurovision Song Contest 1961
Der 6. Eurovision Song Contest (damaliger Titel Grand Prix Eurovision de la Chanson Européenne) fand am 18. März 1961 wie zwei Jahre zuvor im französischen Cannes statt. Moderiert wurde die Veranstaltung erneut von Jacqueline Joubert.

## Besonderheiten

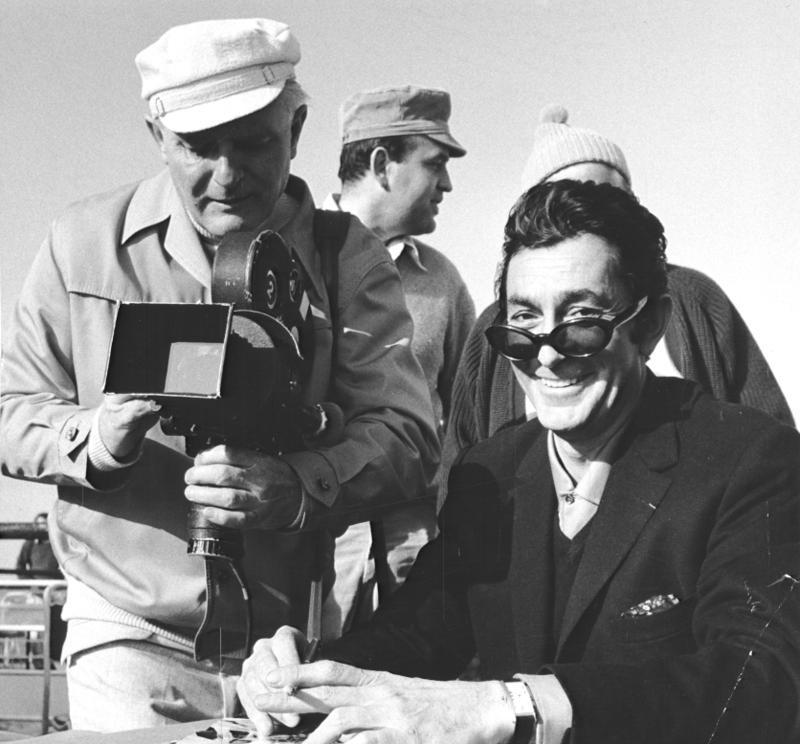
Interpret des Siegertitels, Jean-Claude Pascal, im Jahre 1968 (sitzend)
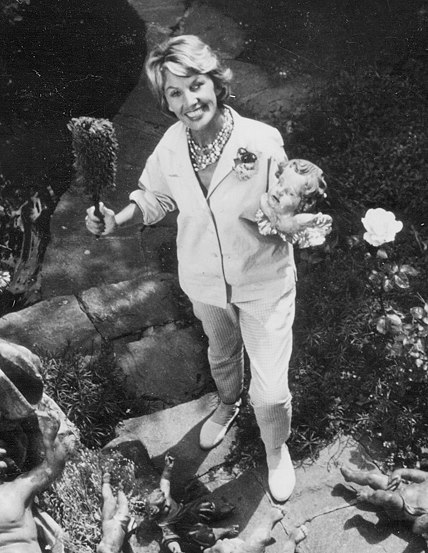
Lale Andersen, die deutsche Starterin
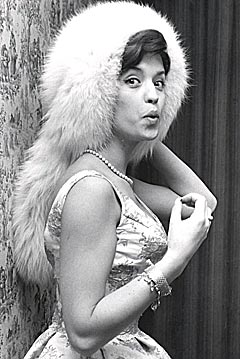
Lill-Babs, die schwedische Starterin

Das erste Mal fand der Eurovision Song Contest an einem Samstagabend statt. Im folgenden Jahr wurde letztmals der Wettbewerb an einem anderen Wochentag durchgeführt.
Deutschland entsandte mit Lale Andersen eine bereits international bekannte Sängerin, deren Lied Lili Marleen im Zweiten Weltkrieg um die Welt ging. Sie sang den ersten mehrsprachigen Beitrag der Wettbewerbsgeschichte: Einmal sehen wir uns wieder in Deutsch und Französisch. Sieger wurde der für Luxemburg startende französische Sänger und Schauspieler Jean-Claude Pascal mit dem Lied Nous les amoureux.
Der schwedische Beitrag April, april sollte ursprünglich von Siw Malmkvist gesungen werden, die das Land auch im Jahr zuvor vertreten hatte. Allerdings wurde sie durch Lill-Babs ersetzt.

## Teilnehmer

Teilnehmende Länder

Mit 16 Ländern gab es 1961 erneut einen Teilnehmerrekord. Die folgenden drei Länder nahmen zum ersten Mal teil: Finnland, Spanien und Jugoslawien.

### Wiederkehrende Interpreten
| Land     | Interpret       | Vorherige(s) Teilnahmejahr(e) |
| -------- | --------------- | ----------------------------- |
| Belgien  | Bob Benny       | 1959                          |
| Norwegen | Nora Brockstedt | 1960                          |

### Dirigenten
Jedes Lied wurde mit Live-Musik begleitet – folgende Dirigenten leiteten das Franck Pourcel Orchester bei dem/den jeweiligen Land/Ländern:
- Spanien – Rafael Ferrer
- Monaco – Raymond Lefèvre
- Österreich – Franck Pourcel
- Finnland – George de Godzinsky
- Jugoslawien – Jože Privšek
- Niederlande – Dolf van der Linden
- Schweden – William Lind
- BR Deutschland – Franck Pourcel
- Frankreich – Franck Pourcel
- Schweiz – Fernando Paggi
- Belgien – Francis Bay
- Norwegen – Øivind Bergh
- Dänemark – Kai Mortensen
- Luxemburg – Léo Chauliac
- Vereinigtes Königreich – Harry Robinson
- Italien – Gianfranco Intra

## Abstimmungsverfahren
Das Abstimmungsverfahren blieb unverändert. Wieder saßen in den einzelnen Ländern jeweils zehn Jurymitglieder, die jeweils eine Stimme an ein Lied vergeben durften. Die Ergebnisse wurden telefonisch und öffentlich übermittelt.

## Platzierungen
| Platz | Startnr. | Land                   | Interpret                         | Lied Musik (M) und Text (T)                                              | Sprache              | Übersetzung (Inoffiziell)      | Punkte |
| ----- | -------- | ---------------------- | --------------------------------- | ------------------------------------------------------------------------ | -------------------- | ------------------------------ | ------ |
| 01.   | 14       | Luxemburg              | Jean-Claude Pascal                | Nous les amoureux M: Jacques Datin; T: Maurice Vidalin                   | Französisch          | Wir, die Verliebten            | 31     |
| 02.   | 15       | Vereinigtes Königreich | The Allisons                      | Are You Sure M: John Allison; T: Bob Allison                             | Englisch             | Bist du dir sicher?            | 24     |
| 03.   | 10       | Schweiz                | Franca di Rienzo                  | Nous aurons demain M: Géo Voumard; T: Émile Gardaz                       | Französisch          | Morgen haben wir               | 16     |
| 04.   | 09       | Frankreich             | Jean-Paul Mauric                  | Printemps (Avril carillonne) M: Francis Baxter; T: Guy Favereau          | Französisch          | Frühling (Der April klingelt)  | 13     |
| 05.   | 13       | Dänemark               | Dario Campeotto                   | Angelique M/T: Aksel V. Rasmussen                                        | Dänisch              | —                              | 12     |
| 05.   | 16       | Italien                | Betty Curtis                      | Al di là M: Carlo Donida; T: Mogol                                       | Italienisch          | Jenseits                       | 12     |
| 07.   | 12       | Norwegen               | Nora Brockstedt                   | Sommer i Palma M: Jan Wølner; T: Egil Hagen                              | Norwegisch           | Sommer in Palma                | 10     |
| 08.   | 05       | Jugoslawien            | Ljiljana Petrović Љиљана Петровић | Neke davne zvezde (Неке давне звезде) M: Jože Privšek; T: Miroslav Antić | Serbisch             | Manch entfernte Sterne         | 09     |
| 09.   | 01       | Spanien                | Conchita Bautista                 | Estando contigo M: Augusto Algueró; T: Antonio Guijarro                  | Spanisch             | Mit dir sein                   | 08     |
| 10.   | 02       | Monaco                 | Colette Deréal                    | Allons, allons les enfants M: Hubert Giraud; T: Pierre Delanoë           | Französisch          | Auf geht’s, auf geht’s, Kinder | 06     |
| 10.   | 04       | Finnland               | Laila Kinnunen                    | Valoa ikkunassa M: Eino Hurme; T: Sauvo Puhtila                          | Finnisch             | Licht im Fenster               | 06     |
| 10.   | 06       | Niederlande            | Greetje Kauffeld                  | Wat een dag M: Dick Schallies; T: Pieter Goemans                         | Niederländisch       | Was für ein Tag                | 06     |
| 13.   | 08       | BR Deutschland         | Lale Andersen                     | Einmal sehen wir uns wieder M: Rudolf Maluck; T: Ernst Bader             | Deutsch, Französisch | —                              | 03     |
| 14.   | 07       | Schweden               | Lill-Babs                         | April, april M: Bobbie Ericsson; T: Bo Eneby                             | Schwedisch           | April, April                   | 02     |
| 15.   | 03       | Österreich             | Jimmy Makulis                     | Sehnsucht M/T: Leopold Andrejewitsch                                     | Deutsch              | —                              | 01     |
| 15.   | 11       | Belgien                | Bob Benny                         | September, gouden roos M: Hans Flower; T: Wim Brabants                   | Niederländisch       | September, goldene Rose        | 01     |

## Punktevergabe
| Land | Abstimmungsergebnisse | Abstimmungsergebnisse | Abstimmungsergebnisse | Abstimmungsergebnisse | Abstimmungsergebnisse | Abstimmungsergebnisse | Abstimmungsergebnisse | Abstimmungsergebnisse | Abstimmungsergebnisse | Abstimmungsergebnisse | Abstimmungsergebnisse | Abstimmungsergebnisse | Abstimmungsergebnisse | Abstimmungsergebnisse | Abstimmungsergebnisse | Abstimmungsergebnisse | Abstimmungsergebnisse | Abstimmungsergebnisse |
| Land | Punkte                | IT                    | UK                    | LU                    | DK                    | NO                    | BE                    | CH                    | FR                    | DE                    | SE                    | NL                    | YU                    | FI                    | AT                    | MC                    | ES                    | Votings               |
| --- | --------------------- | --------------------- | --------------------- | --------------------- | --------------------- | --------------------- | --------------------- | --------------------- | --------------------- | --------------------- | --------------------- | --------------------- | --------------------- | --------------------- | --------------------- | --------------------- | --------------------- | --------------------- |
| Spanien | 08                    | –                     | 1                     | –                     | –                     | 2                     | –                     | –                     | 2                     | –                     | 1                     | 1                     | –                     | –                     | –                     | 1                     |                       | 06                    |
| Monaco | 06                    | –                     | 1                     | –                     | –                     | –                     | –                     | 1                     | –                     | –                     | –                     | –                     | –                     | 3                     | –                     |                       | 1                     | 04                    |
| Österreich | 01                    | –                     | 1                     | –                     | –                     | –                     | –                     | –                     | –                     | –                     | –                     | –                     | –                     | –                     |                       | –                     | –                     | 01                    |
| Finnland | 06                    | 2                     | 2                     | –                     | 1                     | –                     | –                     | –                     | 1                     | –                     | –                     | –                     | –                     |                       | –                     | –                     | –                     | 04                    |
| Jugoslawien | 09                    | –                     | 1                     | –                     | 1                     | –                     | –                     | 1                     | 2                     | –                     | –                     | 1                     |                       | –                     | 3                     | –                     | –                     | 06                    |
| Niederlande | 06                    | 2                     | –                     | –                     | –                     | –                     | –                     | –                     | 1                     | 1                     | –                     |                       | 2                     | –                     | –                     | –                     | –                     | 04                    |
| Schweden | 02                    | –                     | –                     | –                     | –                     | –                     | –                     | –                     | 2                     | –                     |                       | –                     | –                     | –                     | –                     | –                     | –                     | 01                    |
| Deutschland | 03                    | –                     | –                     | –                     | 1                     | –                     | –                     | –                     | –                     |                       | 1                     | –                     | –                     | –                     | 1                     | –                     | –                     | 03                    |
| Frankreich | 13                    | –                     | 2                     | 1                     | –                     | –                     | –                     | –                     |                       | 4                     | 1                     | –                     | –                     | 1                     | –                     | 2                     | 2                     | 07                    |
| Schweiz | 16                    | 2                     | 2                     | –                     | –                     | –                     | –                     |                       | –                     | –                     | 4                     | 2                     | 1                     | –                     | 2                     | 2                     | 1                     | 08                    |
| Belgien | 01                    | –                     | –                     | 1                     | –                     | –                     |                       | –                     | –                     | –                     | –                     | –                     | –                     | –                     | –                     | –                     | –                     | 01                    |
| Norwegen | 10                    | –                     | –                     | –                     | 1                     |                       | 5                     | –                     | –                     | –                     | –                     | –                     | 1                     | 2                     | –                     | –                     | 1                     | 05                    |
| Dänemark | 12                    | –                     | –                     | –                     |                       | 8                     | –                     | –                     | –                     | –                     | 2                     | 1                     | –                     | 1                     | –                     | –                     | –                     | 04                    |
| Luxemburg | 31                    | 3                     | –                     |                       | 1                     | –                     | –                     | 1                     | 1                     | 5                     | 1                     | 1                     | 5                     | 3                     | 4                     | 4                     | 2                     | 12                    |
| Vereinigtes Königreich                                                                                                 | 24                    | 1                     |                       | 8                     | 1                     | –                     | 1                     | 7                     | –                     | –                     | –                     | 3                     | –                     | –                     | –                     | –                     | 3                     | 07                    |
| Italien | 12                    |                       | –                     | –                     | 4                     | –                     | 4                     | –                     | 1                     | –                     | –                     | 1                     | 1                     | –                     | –                     | 1                     | –                     | 06                    |
| Die Tabelle ist senkrecht nach der Auftrittsreihenfolge geordnet, waagerecht nach der chronologischen Punkteverlesung. |                       |                       |                       |                       |                       |                       |                       |                       |                       |                       |                       |                       |                       |                       |                       |                       |                       |                       |